# Municipio de Laketown (Míchigan)
El municipio de Laketown (en inglés, Laketown Township) es un municipio del condado de Allegan, Míchigan, Estados Unidos. Tiene una población estimada, a mediados de 2023, de 6192 habitantes.

## Geografía
Está ubicado en las coordenadas 42°43′28″N 86°10′22″O / 42.72444, -86.17278 (42.724368, -86.172653). Según la Oficina del Censo, tiene una superficie total de 56.1 km², de los cuales 55.8 km² corresponden a tierra firme y 0.3 km² están cubiertos de agua.

## Demografía
Según la estimación 2019-2023 de la Oficina del Censo, los ingresos medios de los hogares son de $86,839 y los ingresos medios de las familias son de $101,492. Los ingresos per cápita en los últimos doce meses, medidos en dólares de 2023, son de $48,910. Alrededor del 2.4 % de la población está por debajo de la línea de pobreza nacional.